# Tipula urundiana
Tipula urundiana är en tvåvingeart som beskrevs av Alexander 1955. Tipula urundiana ingår i släktet Tipula och familjen storharkrankar.
Artens utbredningsområde är Burundi. Inga underarter finns listade i Catalogue of Life.